# Callopistria cabara
Callopistria cabara är en fjärilsart som beskrevs av Swinhoe 1918. Callopistria cabara ingår i släktet Callopistria och familjen nattflyn. Inga underarter finns listade i Catalogue of Life.